# 小姑家站
小姑家站是位于吉林省吉林市蛟河市新站镇小姑家村的一个铁路车站，邮政编码132502。车站建于1928年，有长图铁路经过该站，现办理客货运业务，车站及其上下行区间均未电气化。车站距离长春站202公里，隶属沈阳铁路局，是四等站。